# Крюкова Світлана Валентинівна
Світлана Валентинівна Крюкова (нар. 28 лютого 1984, Київ, УРСР) — українська журналістка, колишня перша заступниця головного редактора інтернет-видання «Страна.ua» (2016—2022); авторка книги «Сітка», співавторка книг «Щоденник Євромайдану. Революція очима журналістів "Репортера"» і «Хроніки революції». Входила до топ-100 найвпливовіших жінок України за версією журналу «Фокус» у 2021 році.

## Життєпис
Народилася 28 лютого 1984 року в Києві. Закінчила філологічний факультет Київського спеціалізованого ліцею «Наукова зміна».
У 2001—2006 роках навчалася в Київському національному економічному університеті імені Вадима Гетьмана (фінансово-економічний факультет). Магістр фінансів.

## Кар'єра
Кар'єру в журналістиці починала як економічна журналістка, що спеціалізується на державних фінансах і економічній політиці.
2004—2006 — стажистка у відділі «Державна політика» в щоденній діловій газеті «Экономические известия». Згодом кореспондентка, оглядачка і спеціальна кореспондентка.
2006 — перейшла в газету «Коментарі», почала співпрацю з виданнями «Економічна правда» та «Українська правда» як позаштатна журналістка, згодом перериває кар'єру і їде до США на роботу в проєктах у сфері моди.
2009 — спеціальна кореспондентка журналу «Експерт-Україна», який виходив за ліцензією однойменного російського журналу.
2010—2012 — заступниця головного редактора журналу «Експерт-Україна», редакторка напряму «Економічна політика».
2013—2015 — очолювала напрям «Економіка» журналу «Вести. Репортёр», що входить до складу холдингу «Мультимедіа-інвест Груп». Покинула видання влітку 2015 року після звільнення голови холдингу і головного редактора газети «Вєсті» Ігоря Гужви, що називав себе власником медіахолдингу. Однією з причин її звільнення став її репортаж про передвиборчу боротьбу в Чернігові між Геннадієм Корбаном і Сергієм Березенком, згодом опублікованого на сайті «Українська правда». Головний редактор журналу Гліб Простаков роз'яснював невипуск статті тим, що робота редактора була піаром. За версією Крюкової, матеріал не вийшов в «Вести. Репортер» через негативну оцінку в ньому Березенка та адміністрації президента, а також різку зміну редакційної політики холдингу після звільнення Гужви.
Після звільнення Крюкова для видавництва «Самміт-Книга» пише книгу про секрети виборчої кампанії, додавши до неї розділ про те, як проводяться місцеві вибори.
З лютого 2016 по жовтень 2022 року — заступниця головного редактора інтернет-видання «Страна.ua», яке багато з експертів вважають проросійським.
Березень—серпень 2016 — разом з головною редакторкою «Української правди» Севгіль Мусаєвою провела серію інтерв'ю.
3 червня 2016 року з Гужвою ведуча програми «Суб'єктивні підсумки п'ятниці Страна.ua» на телеканалі NewsONE, що належить нардепу Опозиційного блоку Євгену Мураєву (колишній член Партії регіонів).
У липні 2024 року заявила про намір призупинити журналістську діяльність.

## Погляди
У липні 2021 року, на своїй сторінці в соціальній мережі Facebook, Світлана Крюкова різко розкритикувала статтю глави Кремля Володимира Путіна «Про історичну єдність росіян та українців». Журналістка у своєму пості проаналізувала тези Путіна, які назвала «махровою пропагандою» з великою кількістю недостовірної та неправдивої інформації в оцінці історії України. За словами Крюкової, Україна має історичний шанс на розвиток, перешкодити якому може агресивна політика російської влади, спрямована на окупацію України. Крюкова підкреслила, що «в період розквіту київських князів територія Московії була затягнута болотами і дикими лісами». Крім того, вона зазначила небезпеку успішної України для нинішньої Москви:

| У нас сьогодні немає вибору. Варіантів два. Перший — реалізувати «блакитну мрію» Путіна і здатися, але це не наш шлях. Другий — і єдино можливий — іти вперед. І ми розуміємо, наскільки високі ставки писарів від Путіна, щоб нам перешкодити. Їм страшно тому, що проєкт «Успішна Україна» поховає проєкт «нинішня Росія». Приблизно так, як проєкт «успішна Європа/Америка» розвалив проєкт злиденного і відсталого СРСР, який водночас голосно брязкає ядерною та іншою зброєю. |
| — Світлана Крюкова |

Оцінка Світлани Крюкової статті Путіна викликала широкий суспільний резонанс. Проукраїнська частина аудиторії підтримала журналістку, тоді як аудиторія та лідери громадської думки, орієнтовані на Росію, різко розкритикували. Серед таких Ольга Шарій, дружина проросійського блогера Анатолія Шарія та шоумен Володимир Бистряков. Крюкову звинуватили у зраді ідеалів «російського світу» і запідозрили в таємних зв'язках з Офісом Президента України. Сама ж журналістка заперечує будь-які звинувачення. Також лунали припущення, що такий пост може бути частиною домовленості між Банковою і головним редактором «Страна.ua» Ігорем Гужвою, результатом якої буде повернення останнього в Україну. Ігор Гужва був змушений відреагувати, повідомивши, що «не згоден з висловлюваннями своєї підлеглої, однак звільняти її він не буде», зазначивши, що «у неї щодо Путіна була завжди така точка зору».

## Інциденти
У січні 2016 року автомобіль Світлани Крюкової був розбитий невідомими. Те, що сталося, вона пов'язувала зі своїми статтями про Геннадія Корбана. 
У жовтні 2016 року в аеропорту «Бориспіль» Крюкову обшукали співробітники СБУ, намагаючись знайти телефон і флешку з інформацією, так і не пояснивши причину огляду.
18 жовтня 2017 року українські прикордонники затримали Крюкову в аеропорту «Бориспіль» після повернення з Амстердама. Сама Крюкова пов'язує це з репортажем про те, як екс-президент Грузії Михеіл Саакашвілі перетинав польсько-український кордон. Крюкова в той момент перебувала в автобусі з Саакашвілі та іншими ЗМІ. 6 листопада 2017 року районний суд Львівської області ухвалив рішення у справі про адміністративне правопорушення щодо Світлани Крюкової, а також щодо інших українських і грузинських журналістів, які 10 вересня разом із Саакашвілі прорвалися через пункт пропуску «Шегині» у Львівській області. Також, через цей інцидент, Крюкова потрапила до бази даних сайту «Миротворець», який звинуватив її у «свідомому порушенні державного кордону України».
22 жовтня 2021 року, в ефірі програми «Свобода слова Савіка Шустера» на телеканалі «Україна», стався конфлікт між Світланою Крюковою і главою парламентської фракції партії «Слуга народу» Давидом Арахамією під час обговорення питання утиску прав журналістів і нападів на представників ЗМІ. На запитання Крюкової про «зарплати в конвертах», Арахамія ухилився від відповіді, назвавши видання «Страна.ua» «пропагандистським».
19 січня 2025 року позбавлена державних нагород України та інших державних відзнак. Внесена до санкційного списку, має фінансові обмеження. Вночі 14 лютого 2025 року автомобіль Крюкової підпалили невідомі в Києві.

## Творчість
Також Світлана Крюкова відома як автор ідей і продавець картин у стилі «арт-екстазі» і в жанрі політичної сатири зі знущальними сюжетами, що висміюють окремі епізоди в українській політиці. Свого часу, героями картин Крюкової ставали Ігор Коломойський, Олександр Грановський, Олег Ляшко, Ігор Мосійчук, Олександр Дубінський, Віктор Медведчук, Ілля Кива, Микола Тищенко та інші.

## Відзнаки
- 2010 — посіла друге місце у номінації «Банки, фінанси, інвестиції» премії «PRESSзвание»[27].

## Книги
- «Щоденник Євромайдану». — К. : Самміт-Книга, 2014. — 184 с.
- «Хроніки Революції. Книга друга». — К.: Самміт-Книга, 2015. — 240 с.
- Світлана Крюкова. «#СІТКА. Хижаки проти ПОРНОкопитних». — К. : Brand Book Publishing. 2019. — 244 с.